# Nawrócony
Nawrócony – nowela Bolesława Prusa po raz pierwszy publikowana na łamach Kalendarza humorystycznego „Muchy” dla porządnych ludzi na rok 1881. Pierwsze wydanie książkowe ukazało się w 1946 roku.

## Fabuła
Główny bohater, siedemdziesięcioletni pan Łukasz, jest skrajnym egoistą, chciwcem i skąpcem, nieżyczliwym dla ludzi, często gnębiącym biednych i wiecznie procesującym się ze swoją córką o kamienicę, w której mieszka. Pewnej nocy ma sen, w którym znalazł się w piekle, gdzie sądzony jest za swoje grzechy. Jednak jego winy tak oburzają mieszkańców piekła, że nawet z niego zostaje wyrzucony i skazany na wieczny pobyt w kamienicy. Po przebudzeniu jest przerażony i postanawia zmienić swoje życie. Gdy jednak odkrywa, że to był tylko zły sen, ponownie staje się takim samym egoistą jakim był przedtem.

## Ekranizacja
Na podstawie noweli powstał w 1947 roku film fabularny w reżyserii Jerzego Zarzyckiego o takim samym tytule. Film nigdy nie wszedł na ekrany kin.